# Kancjusz
Kancjusz – imię męskie pochodzenia łacińskiego (łac. Cantius), pierwotnie przydomek powstały na podstawie wyrazu pospolitego cantius — "śpiew" lub cantio — "piosenka". Może ono zatem oznaczać "śpiewny" lub "lubiący śpiew". 
Kancjusz imieniny obchodzi 31 maja, jako wspomnienie św. Kancjusza, Kancjana i Kancjaneli.